# Adalberto I d'Ostrevent
Adalberto I d'Ostrevent, o Adalbaldo di Ostrevent, in francese Adalbert o Adalbaud o Adalbad o Albert (... – Périgueux, 652), fu un dignitario franco alla corte di Teodorico II. Assassinato mentre dirigeva una spedizione in Aquitania, è venerato come santo e martire dalla Chiesa cattolica e da quella ortodossa.
Era nipote diretto per parte di madre (Gerberga) di santa Gertrude di Hamage, badessa di Hamage. Il padre era un certo Ricomero, patrizio Borgognone.
Non deve essere confuso con il beato (ma per alcuni santo) Adalberto II, conte di Ostrevent († 790), marito di santa Regina, nipote di Pipino il Breve, celebrato il 22 aprile.

## Biografia
Di lui si hanno poche notizie, ricavabili dalla Vita Rictrudis, scritta da Ubaldo di Saint'Amand.
Sposò Santa Rictrude, figlia del signore di Tolosa Ernoldo,  dalla quale ebbe tre figlie ed un figlio, tutti canonizzati. Discepolo di Sant'Amando di Maastricht, nel 630 egli fondò il monastero di Marchiennes, che la sua sposa nel 643 trasformò in un monastero doppio.
Durante una missione in Aquitania, allora terra ancora pagana, fu assassinato in situazione misteriosa, presso Périgueux. La sua salma fu trasferita a Saint-Amand-les-Eaux, nelle Fiandre e fu presto venerato come martire. Successivamente la sua salma fu trasferita nella città di Douai.
La sua memoria liturgica cade il 2 febbraio (4 febbraio in Fiandra).

## Discendenza
Da Rictrude Adalberto ebbe :
- santa Eusebia († 660), celebrata il 16 marzo[3]
- santa Adalsinda († 715), celebrata il 25 dicembre[4]
- santa Clotsinda († 714), celebrata il 30 giugno[5]
- san Mauronto († 715), celebrato il 5 maggio.